# 31642 Soyounchoi
31642 Soyounchoi este un asteroid din centura principală de asteroizi.

## Descriere
31642 Soyounchoi este un asteroid din centura principală de asteroizi. A fost descoperit pe 14 aprilie 1999 la Socorro, New Mexico, în cadrul proiectului LINEAR. Asteroidul prezintă o orbită caracterizată de o semiaxă mare de 2,68 ua, o excentricitate de 0,14 și o înclinație de 1,4° în raport cu ecliptica.